# Dericorys philbyi
Dericorys philbyi is een rechtvleugelig insect uit de familie Dericorythidae. De wetenschappelijke naam van deze soort is voor het eerst geldig gepubliceerd in 1933 door Uvarov.